# غشاء زلالي
الغشاء الزلالي أو الغشاء الزليلي أو الغشاء المزلق (بالإنجليزية: Synovial membrane)‏ هو غشاء من النسيج الرخو يقع بين محفظة المفصل وتجويف المفصل في المفاصل الزلالية ويحتوي الغشاء على خلايا طلائية تفرز السائل الزلالي الذي يملأ تجاويف المفاصل ويزلقها ويسهل حركتها.